# Mylene Fernández Pintado
Mylene Fernández Pintado es una abogada y narradora cubana que ha obtenido algunos de los más importantes premios literarios que se otorgan en Cuba, incluido el de la Crítica por su novela Otras plegarias atendidas.

## Biografía
Mylene Fernández Pintado ha dicho en varias entrevistas que su vocación literaria surgió a raíz de su maternidad, pues al encontrarse sola en casa cuidando a su hijo pequeño tenía más tiempo libre. Un día escuchó en una emisora de radio la convocatoria del concurso de cuento La Gaceta de Cuba y decidió escribir su primer relato y enviarlo. Anhedonia, el texto en cuestión, mereció una mención del jurado y ha sido ampliamente publicado en antologías. Anhedonia es también el título de su primer libro de cuentos, premiado con el Premio David de la Unión de Escritores y Artistas de Cuba. Así dio inicio la carrera literaria de Fernández Pintado que por un buen tiempo compaginó con su trabajo como asesora legal en el Instituto Cubano de Artes e Industria Cinematográfica (ICAIC).
En su narrativa se destaca el uso de un lenguaje limpio y directo y el manejo de una ironía a veces un poco amarga. Sus relatos buscan la complicidad de un lector sensible e inteligente y en muchos de ellos, así como en su novela Otras plegarias atendidas. En muchas ocasiones autoreferencial, Fernández Pintado también ha reflejado el entorno habanero de finales de los noventa del siglo pasado en relatos que han aparecido en diversas publicaciones y antologías en Cuba y el extranjero.
Su primera novela, Otras Plegarias Atendidas, mereció el Premio Italo Calvino (ARCI-UNEAC)en 2002 y posteriormente el Premio de la CRítica Literaria 2003. Fue publicada en Cuba e Italia. Trata el tema de la emigración, y está dividido en tres partes como un billete de avión: havana-Miami-Havana, ciudades en las que se desarrolla la trama. El tema de la emigración, ha sido uno de sus principales argumentos literarios,
Algunos de sus textos han sido llevados al cine, radio y la televisión en Cuba y México. 
Actualmente reside entre La Habana y Lugano, Suiza

## Obra publicada
- Anhedonia. Cuento. Ediicones UNION 1994 y Ediciones Matanzas 2014
- Otras plegarias atendidas. Novela. Ediciones UNION 2003. Publicada en italiano como Altre Preghiere esaudite. Marco Tropea Editore Milano, Italia, 2004
- Little woman in bluejeans. Cuento. Ediciones UNION 2008.
- Infiel y otros cuentos , Cuento Editorial Campana, New York USA, 2009
- Vivir sin papeles Cuento. Editorial Oriente, 2010
- La esquina del mundo. Novela. Ediciones Unión. 2011. Kindle Edition. 2012. 142 páginas. Publicada en inglés como A corner of the World. City Lights Publishers, San Francisco, USA, 2014.
- 4 non blondes.Editorial Oriente, 2013

## Antologías en las que aparece
- Estatuas de sal (Cuba, 1996)
- Rumba Senza palma ne careze (Italia, 1996)
- Cuentos habaneros (México, 1997)
- Cubana (Estados Unidos, 1998)
- Nuevos narradores cubanos (España, Francia, Alemania, 2000)
- Los nuevos caníbales ( Cuba, Puerto Rico, República Dominicana, 2000)
- Cuentistas cubanas contemporáneas (Argentina, 2001)
- Cuentistas cubanas de hoy (Argentina, 2001)
- Caminos de Eva (Puerto Rico, 2002)
- Cicatrices en la memoria (Cuba, 2003)
- Cuentos infieles (Cuba, 2007)

## Premios
- Premio David de cuento. 1994.
- Premio de novela ïtalo Calvino. 2002
- Premio de la crítica. 2003